# Railliardia
Railliardia är ett släkte av korgblommiga växter. Railliardia ingår i familjen korgblommiga växter.
Kladogram enligt Catalogue of Life:
| Railliardia | \| \| Railliardia laxiflora \| \| \| \| \| \| Railliardia lonchophylla \| \| \| \| \| \| Railliardia scabra \| \| \| \| \| \| Railliardia sherffiana \| \| \| \| |
|             | \| \| Railliardia laxiflora \| \| \| \| \| \| Railliardia lonchophylla \| \| \| \| \| \| Railliardia scabra \| \| \| \| \| \| Railliardia sherffiana \| \| \| \| |
|             | Railliardia laxiflora |
|             | |
|             | Railliardia lonchophylla |
|             | |
|             | Railliardia scabra |
|             | |
|             | Railliardia sherffiana |
|             | |